# Tipula perhirtipes
Tipula perhirtipes là một loài ruồi trong họ Ruồi hạc (Tipulidae). Chúng phân bố ở vùng sinh thái Nearctic.